# جوع كلبك (فلم)
جوع كلبك  هو فيلم مغربي من إخراج هشام العسري سنة 2015، و بطولة كل من بنعيسى الجيراري، لطيفة أحرار، جليلة التلمسي، عادل أبا تراب، وآخرون.

## القصة
يتتبع الفيلم التاريخ المعاصر للمغرب من خلال حياة واحد من رموز النظام الأمني السابق خلال سنوات الرصاص من حقبة الستينات وحتى أوائل حقبة التسعينات.
الفيلم يعبر عن الواقع المغربي، حيث اضمحلت القيم الإنسانية، وسادت العبثية في المجتمع الذي تخلى عن مبادئه، وتضخمت فيه ملامح الانتهازية، إلى أن وجدنا أنفسنا في النهاية «داخل حقبة تحمل كل ملامح الرداءة في كل المجالات، وصارت من مقومات الشهرة والنجومية»، بخلاف مراحل سابقة كانت أقسى سياسيا وحرية التعبير فيها محدودة، لكن كانت فيها النجاحات حقيقية ومبنية على أسس حقيقية وسليمة بخلاف اليوم.
فالفيلم يقدم شخصية رجل دولة يخرج من صمته الطويل ليقدم وجهات رأيه في ما يعيشه المغرب اليوم من أحداث وقضايا مختلفة، في مقارنة لصورة رجل الدولة ما بين سنوات السبعينات والثمانينات والهيبة التي كان يعيش في إطارها، ورجل الدولة اليوم الذي لم يعد يحظى بذرة وقار، وصارت القوة تقاس بمقدار الصراخ، بعيدا عن المنطق السليم.
ويعيش رجل الدولة مواقف أجبرته على القيام بأفعال قد لا تتماشى ومبادئه أو المبادئ الإنسانية في سبيل الوفاء لسياسة الدولة، ويجد التبريرات لنفسه بالقول إنه لم يقم بغير ما كان يجب القيام به لمصلحة الدولة والوطن.

## روابط خارجية
- مقالات تستعمل روابط فنية بلا صلة مع ويكي بيانات